# Yo Mama
Yo Mama ist ein Plattenlabel, das im Jahr 1994 von André Luth in Hamburg gegründet wurde. Viele Jahre hieß das Label Yo Mama Records, seit der Teilübernahme durch Four Music heißt es offiziell Yo Mama’s Recording Company. 

## Geschichte
Seit seiner Gründung waren einflussreiche Künstler wie Der Tobi & Das Bo oder Fettes Brot auf dem Label zu Hause. Bands wie Dum Bum, disJam oder Vers Chaoten prägten ebenso die Anfangsjahre wie genreüberschreitene Sampler, die Namen wie Disco 3000 trugen. In den späten 1990er Jahren stellte Yo Mama Records gemeinsam mit Eimsbush ein bedeutendes Zentrum der deutschen Hip-Hop-Entwicklung dar. Erfolgreiche Alben wie Gefährliches Halbwissen von Eins Zwo, Sillium von Fünf Sterne deluxe, Music Is Okay von DJ Koze oder Asimetrie von Ferris MC wurden in dieser Zeit veröffentlicht. 
Die ab 2001 kurzzeitig einsetzende Stagnation des Hip-Hop-Booms in Deutschland traf Yo Mama Records hart; in der Folge wurden Anteile an Four Music verkauft. 2011 erschien mit Nnekas Soul is Heavy die vorerst letzte Veröffentlichung über Yo Mama.

## Künstler
- Nneka

## Ehemalige Künstler
- Barry Künzel
- Das Bo
- Dendemann
- DJ Koze
- Eins Zwo
- Ferris MC
- Fetsum
- Fettes Brot
- Fünf Sterne deluxe
- I.L.L. Will
- Patrice
- Visit Venus